# Nicholas Audley, 1. Baron Audley of Heleigh
Nicholas Audley, 1. Baron Audley of Heleigh (auch Nicholas of Aldithley) (* vor 1258; † 28. August 1299) war ein englischer Magnat.
Nicholas Audley entstammte der englischen Adelsfamilie Audley. Er war der vierte Sohn von James Audley und von dessen Frau Ela Longespée. Während des Zweiten Kriegs der Barone musste sein Vater, der auf der Seite des Königs stand, im August 1264 den jungen Nicholas der Regierung der Barone als Geisel stellen. In dieser Zeit lebte Nicholas im Haushalt seiner Tante Alice, die Peter de Montfort, einen der Führer der Barone geheiratet hatte. Nachdem seine beiden ältesten Brüder James und Henry kurz nach dem Tod seines Vaters 1272 ohne männliche Nachkommen gestorben waren, erbte sein Bruder William die Familienbesitzungen. Er fiel jedoch im November 1282 in der Schlacht an der Menai Strait und hinterließ ebenfalls keine überlebenden Nachkommen. Daraufhin erbte Nicholas die Güter seines Vaters, die vor allem in Staffordshire und Shropshire lagen und deren Mittelpunkt Heighley Castle war. Durch die Gebühren, die seine Brüder jeweils für den Antritt des Erbes an den König bezahlen mussten, war sein Erbe allerdings hoch verschuldet. Da seine Mutter und die Witwen seiner Brüder dazu noch Ansprüche auf ein lebenslanges Wittum hatten, war sein Erbe stark geschmälert. Dazu vermachte seine Mutter das Gut von Stratton in Oxfordshire, das sie als Mitgift mit in die Ehe gebracht hatte, ihrem jüngsten Sohn Hugh.
Nicholas hatte selbst 1282 und 1283 am Feldzug von König Eduard I. gegen Wales teilgenommen. 1296 nahm er an den Feldzügen des Schottischen Unabhängigkeitskriegs mit der Schlacht bei Dunbar und 1297 am Feldzug in die Gascogne während des Französisch-Englischen Kriegs teil. 1298 kämpfte er wieder in Schottland in der Schlacht bei Falkirk. 1297 wurde er als Baron Audley of Heleigh nach Salisbury zur Teilnahme an einem Parlament berufen.
Er heiratete Catherine Giffard (1272–nach 1322), eine Tochter von John Giffard, 1. Baron Giffard of Brimpsfield und von dessen Frau Maud de Clifford. Seine Frau brachte als Mitgift Besitzungen in Südwales mit in die Ehe. Mit ihr hatte er mehrere Kinder, darunter:
- Thomas Audley (1288–1307) ⚭ Eve de Clavering
- Nicholas Audley, 2. Baron Audley of Heleigh (1289–1316)

Da sein ältester Sohn bei seinem Tod noch minderjährig war, vergab der König die Vormundschaft an Hugh le Despenser. Audleys Witwe starb nach 1322 als Nonne in Ledbury Priory in Herefordshire.